# لين وير
لين وير (بالإنجليزية: Len Weare)‏ هو لاعب كرة قدم ومدرب كرة قدم بريطاني في مركز حراسة المرمى، ولد في 23 يوليو 1934 في نيوبورت في المملكة المتحدة، وتوفي في 21 سبتمبر 2012. لعب مع نيوبورت كونتي.